# Kostelec (Hradec Králové)
Kostelec é uma comuna checa localizada na região de Hradec Králové, distrito de Jičín‎.